# Kimiko Hashimoto
Kimiko Hashimoto (橋本きみ子?, Hashimoto Kimiko; Chiba, 17 febbraio 1953) è un'ex cestista giapponese.

## Carriera
Con il Giappone ha disputato i Giochi olimpici di Montréal 1976 e i Campionati mondiali del 1975.